# Idaea osthelderi
Idaea osthelderi là một loài bướm đêm trong họ Geometridae.